# やんばる急行バス
合同会社やんばる急行バス（やんばるきゅうこうバス）は、沖縄県国頭郡今帰仁村に本社を置く日本の乗合バス事業者。前身の「沖縄中央観光」時代は貸切バス事業も行っていた。

## 沿革
- 2001年 - 「沖縄中央観光」設立。
- 2013年3月 - 高速バス「やんばる急行バス」を運行開始。
- 2016年11月 - 法人化により「合同会社やんばる急行バス」設立。
- 2017年7月 - 現在の四島線のベースとなる無料バスを今帰仁村内で運転開始。
- 2020年7月 - 四島線を運行開始。
- 2024年    - 本社及び車庫を今帰仁村字運天1番地から仲宗根480番地に移転。

## 運行路線
やんばる急行バスのダイヤや停車バス停は頻繁に変更されるため、最新情報は公式サイトで確認のこと。

### 高速バス「888系統　やんばる急行バス 空港線」
- 那覇空港国内線2番のりば -那覇空港国際線ターミナル - 県庁北口 - 泊高橋 - 合同庁舎前 - おもろまち1丁目 - おもろまち駅前（今帰仁方面のみ） - 古島駅前 - 大平 - 嘉数 - 琉大入口 - 中城 - 喜舎場 - 山里 - 池武当 - 道の駅許田 - 世富慶 - 名護市役所前 - 名護バスターミナル前 - 北部会館 - ホテルリゾネックス名護 - 本部港 - 本部博物館前 - 本部高校入口 - ホテルマハイナ ウェルネスリゾートオキナワ- 記念公園前 - ロイヤルビューホテル美ら海（美ら海水族館） - オリオンホテルモトブリゾート＆スパ - 今帰仁城跡入口‐今帰仁城跡（今帰仁村方面1−13便・那覇空港方面14−22便のみ停車） - 仲尾次 - 今帰仁村役場 - リゾートホテルベルパライソ - 運天港
  - 一部便を除き伊芸サービスエリアで休憩がある。
  - 予約不要で利用できる。一時期は急行便が予約可能であったが、現在は予約制を通常便は廃止している。
  - 高速道路である沖縄自動車道を走行するため、大抵の場合、座席定員を超える場合は乗車できない。リアルタイムの混雑状況は同社サイトで確認できる。
  - 今帰仁村内において、琉球バス等が運行していた旧運天線のバス停（旧第一～第三渡喜仁など）でも乗降の取り扱いを行っている。詳細は公式サイトまたは運転士に確認のこと。
  - 888系統の202便（今帰仁村役場4時30分発）は今帰仁村役場から北部会館へ直行する。また、23便（那覇空港20時30分発）は北部会館から今帰仁村役場へ直行するため、ホテルリゾネックス名護〜オリオンホテルモトブリゾート＆スパには停車しない。
  - 今帰仁村方面1,3,9,13便で本部港で伊江島行きのフェリーに乗り継ぎできる。フェリー乗り継ぎの余裕はあまりないので、時間に余裕を持った行動をすることを勧める。

### T47系統 四島線
- ヒルトン沖縄瀬底リゾート - 本部博物館前 - 渡久地港 - 本部高校前 - ホテルマハイナウェルネスリゾートオキナワ - 記念公園前 - ロイヤルビューホテル美ら海（美ら海水族館） - ホテルオリオンモトブリゾート＆スパ - 今帰仁城跡 - 今帰仁城跡入口 - 赤墓ビーチ・長浜ビーチ - 崎山公民館 - 今帰仁村役場 - 天底公民館 - 橋の駅リカリカワルミ - 古宇利島物産センター → トケイ浜ハートロック → 古宇利オーシャンタワー → 古宇利島物産センター
  - 一部区間ではフリー乗降制を採用している。

### ヒルトン沖縄瀬底リゾート直行バス
- 各便定員30名の2階建てバスを使用。
- 那覇空港国内線ターミナル2番→ヒルトン沖縄瀬底リゾートへ直行。途中、伊芸サービスエリアで10分の休憩がある。
- 高校生以上2,500円、小中学生1,500円の運賃。前払いで、支払いは空港線と同様の方法を使える。

## 車両
三菱ふそうトラック・バス、日野自動車製が中心で、沖縄県内の事業者としては唯一2階建てバス（三菱ふそう・エアロキング）を高速バスに供している。高速バス運行当初に導入された車両は前所有事業者時代のカラーリングで運行されていたが、大阪バスから転籍した三菱ふそう・エアロエース以後は何かしらの塗装変更が行われている。
かつては運賃後払いの車両があったが、現在は前払いのみである。トイレのある車両を使用している場合も使用不可としている。

### 主力車種
- 日野セレガRU
- 三菱ふそうエアロシリーズ
- 三菱ふそうエアロキング

### 過去の車種
- 三菱ふそう初代エアロシリーズ

### 移籍車の供給元
- 阪急バス
- 和歌山バス
- せとうちバス ※
- 東武バス
- 千葉交通
- 西日本ジェイアールバス
- 小田急箱根高速バス
- 広交観光 ※
- 南海バス
- 四国高速バス[2]
- 大阪バス
- 千葉内陸バス
- 豊鉄バス
- 西東京バス
- ちばレインボーバス
- 東京空港交通
  - リムジン・パッセンジャーサービス
- 成田空港交通
- 関東自動車

※印は除籍された移籍車